# Lijst van gemeenten in kanton Bern

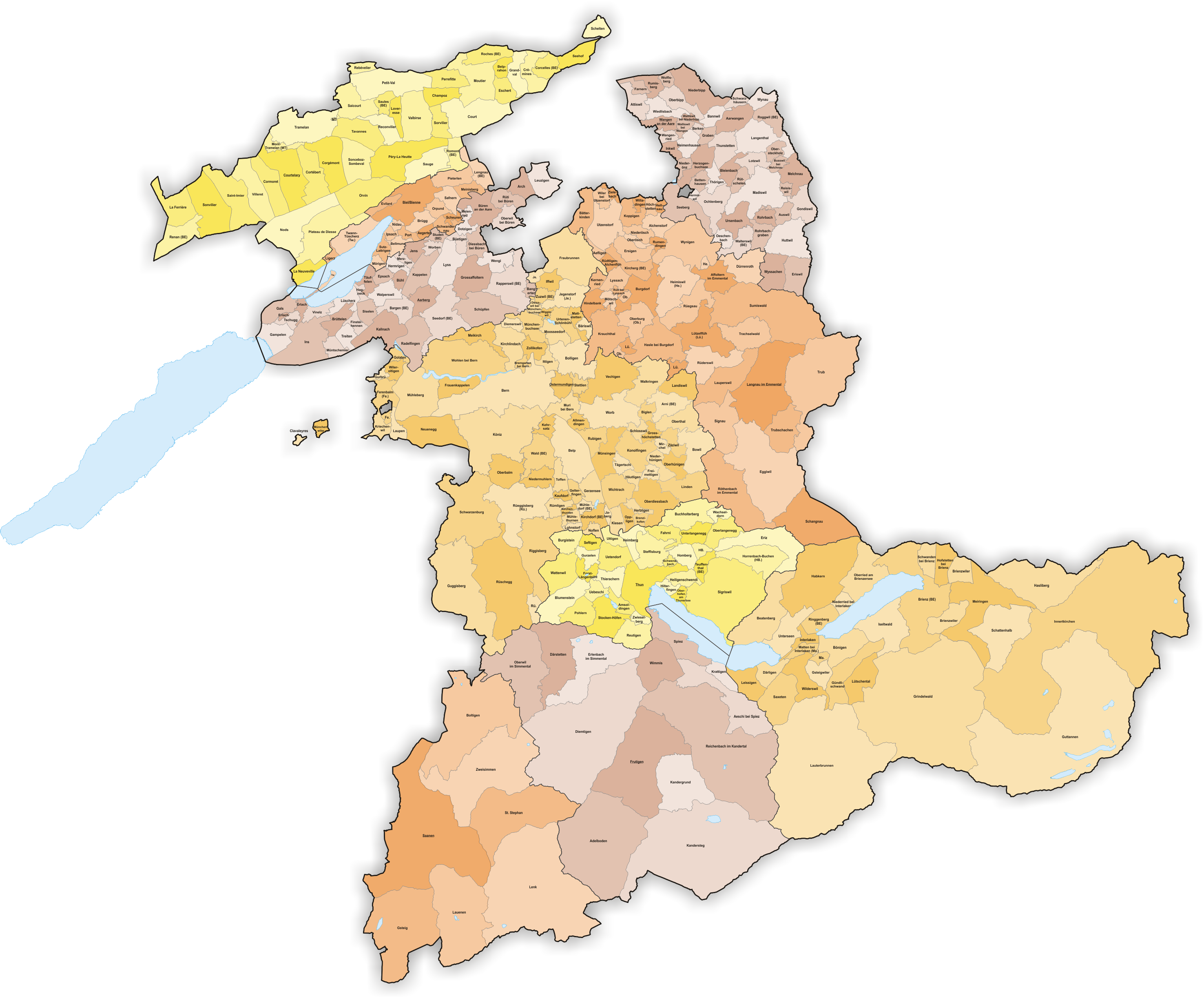
Gemeenten in Bern

Er zijn 398 gemeenten in het kanton Bern in Zwitserland (april 2004).

## A
- Aarberg
- Aarwangen
- Adelboden
- Aefligen
- Aegerten
- Aeschi bei Spiez

- Aeschlen bei Oberdiessbach
- Affoltern im Emmental
- Albligen
- Alchenstorf
- Allmendingen
- Amsoldingen

- Arch
- Arni
- Attiswil
- Auswil

## B
- Ballmoos
- Bangerten
- Bannwil
- Bargen
- Bäriswil
- Bätterkinden
- Beatenberg
- Bellmund
- Belp
- Belpberg
- Belprahon
- Berken
- Bern
- Bettenhausen

- Bévilard
- Biel
- Biglen
- Bleienbach
- Bleiken bei Oberdiessbach
- Blumenstein
- Bolligen
- Bollodingen
- Boltigen
- Bönigen
- Bowil
- Bremgarten bei Bern
- Brenzikofen
- Brienz

- Brienzwiler
- Brügg
- Brüttelen
- Buchholterberg
- Büetigen
- Bühl
- Büren an der Aare
- Büren zum Hof
- Burgdorf
- Burgistein
- Busswil bei Büren
- Busswil bei Melchnau

## C
- Champoz
- Châtelat
- Clavaleyres
- Corcelles

- Corgémont
- Cormoret
- Cortébert
- Court

- Courtelary
- Crémines

## D
- Därligen
- Därstetten
- Deisswil bei Münchenbuchsee

- Diemerswil
- Diemtigen
- Diessbach bei Büren

- Diesse
- Dotzigen
- Dürrenroth

## E
- Eggiwil
- Epsach
- Eriswil
- Eriz

- Erlach
- Erlenbach im Simmental
- Ersigen
- Eschert

- Etzelkofen
- Evilard

## F
- Fahrni
- Farnern
- Ferenbalm

- Finsterhennen
- Forst-Längenbühl
- Fraubrunnen

- Frauenkappelen
- Freimettigen
- Frutigen

## G
- Gadmen
- Gals
- Gampelen
- Gelterfingen
- Gerzensee
- Golaten
- Gondiswil

- Graben
- Grafenried
- Grandval
- Grindelwald
- Grossaffoltern
- Grosshöchstetten
- Gsteig bei Gstaad

- Gsteigwiler
- Guggisberg
- Gündlischwand
- Gurbrü
- Gurzelen
- Guttannen

## H
- Habkern
- Hagneck
- Hasle
- Hasliberg
- Häutligen
- Heiligenschwendi
- Heimberg
- Heimenhausen

- Heimiswil
- Hellsau
- Herbligen
- Hermiswil
- Hermrigen
- Herzogenbuchsee
- Hilterfingen
- Hindelbank

- Höchstetten
- Höfen
- Hofstetten bei Brienz
- Homberg
- Horrenbach-Buchen
- Huttwil

## I
- Iffwil
- Inkwil
- Innertkirchen

- Ins
- Interlaken
- Ipsach

- Iseltwald
- Ittigen

## J
- Jaberg
- Jegenstorf
- Jens

## K
- Kallnach
- Kandergrund
- Kandersteg
- Kappelen
- Kaufdorf
- Kehrsatz
- Kernenried

- Kienersrüti
- Kiesen
- Kirchberg
- Kirchdorf
- Kirchenthurnen
- Kirchlindach
- Kleindietwil

- Köniz
- Konolfingen
- Koppigen
- Krattigen
- Krauchthal
- Kriechenwil

## L
- La Ferrière
- La Heutte
- La Neuveville
- Lamboing
- Landiswil
- Langenthal
- Langnau im Emmental
- Lauenen
- Laupen

- Lauperswil
- Lauterbrunnen
- Leimiswil
- Leissigen
- Lengnau
- Lenk im Simmental
- Leuzigen
- Ligerz
- Limpach
- Linden

- Lohnstorf
- Lotzwil
- Loveresse
- Lüscherz
- Lütschental
- Lützelflüh
- Lyss
- Lyssach

## M
- Madiswil
- Malleray
- Matten bei Interlaken
- Mattstetten
- Meienried
- Meikirch
- Meinisberg
- Meiringen
- Melchnau

- Merzligen
- Mirchel
- Monible
- Mont-Tramelan
- Moosseedorf
- Mörigen
- Mötschwil
- Moutier
- Mühleberg

- Mühledorf
- Mühlethurnen
- Mülchi
- Münchenbuchsee
- Münchenwiler
- Münchringen
- Münsingen
- Müntschemier
- Muri bei Bern

## N
- Neuenegg
- Nidau
- Niederbipp
- Niederhünigen

- Niedermuhlern
- Niederönz
- Niederösch
- Niederried bei Interlaken

- Niederried bei Kallnach
- Niederstocken
- Nods
- Noflen

## O
- Oberbalm
- Oberbipp
- Oberburg
- Oberdiessbach
- Oberhofen
- Oberhünigen
- Oberlangenegg

- Oberönz
- Oberösch
- Oberried am Brienzersee
- Obersteckholz
- Oberstocken
- Oberthal
- Oberwil bei Büren

- Oberwil im Simmental
- Ochlenberg
- Oeschenbach
- Oppligen
- Orpund
- Orvin
- Ostermundigen

## P
- Perrefitte
- Péry
- Pieterlen

- Plagne
- Pohlern
- Pontenet

- Port
- Prêles

## R
- Radelfingen
- Rapperswil
- Rebévelier
- Reconvilier
- Reichenbach im Kandertal
- Reisiswil
- Renan
- Reutigen
- Riggisberg
- Ringgenberg
- Roches

- Roggwil
- Rohrbach
- Rohrbachgraben
- Romont
- Röthenbach bei Herzogenbuchsee
- Röthenbach im Emmental
- Rubigen
- Rüderswil
- Rüdtligen-Alchenflüh
- Rüeggisberg
- Rüegsau

- Rumendingen
- Rumisberg
- Rümligen
- Ruppoldsried
- Rüschegg
- Rüti bei Büren
- Rüti bei Lyssach
- Rüti bei Riggisberg
- Rütschelen

## S
- Saanen
- Safnern
- Saicourt
- Saint-Imier
- Saules
- Saxeten
- Schalunen
- Schangnau
- Schattenhalb
- Schelten
- Scheunen
- Scheuren
- Schlosswil

- Schüpfen
- Schwadernau
- Schwanden bei Brienz
- Schwarzhäusern
- Schwendibach
- Seeberg
- Seedorf
- Seehof
- Seftigen
- Signau
- Sigriswil
- Siselen
- Sonceboz-Sombeval

- Sonvilier
- Sornetan
- Sorvilier
- Souboz
- Spiez
- Sankt Stephan
- Steffisburg
- Stettlen
- Studen
- Sumiswald
- Sutz-Lattrigen

## T
- Tägertschi
- Täuffelen
- Tavannes
- Teuffenthal
- Thierachern
- Thörigen

- Thun
- Thunstetten
- Toffen
- Trachselwald
- Tramelan
- Treiten

- Trimstein
- Trub
- Trubschachen
- Tschugg
- Tüscherz-Alfermée
- Twann

## U
- Uebeschi
- Uetendorf
- Unterlangenegg

- Unterseen
- Untersteckholz
- Ursenbach

- Urtenen-Schönbühl
- Uttigen
- Utzenstorf

## V
- Vauffelin
- Vechigen

- Villeret
- Vinelz

## W
- Wachseldorn
- Wahlern
- Wald
- Walkringen
- Walliswil bei Niederbipp
- Walliswil bei Wangen
- Walperswil
- Walterswil
- Wangen an der Aare
- Wangenried

- Wanzwil
- Wattenwil
- Wengi bei Büren
- Wichtrach
- Wiedlisbach
- Wiggiswil
- Wilderswil
- Wiler bei Utzenstorf
- Wileroltigen
- Willadingen

- Wimmis
- Wohlen bei Bern
- Wolfisberg
- Worb
- Worben
- Wynau
- Wynigen
- Wyssachen

## X Y Z
- Zauggenried
- Zäziwil
- Zielebach

- Zollikofen
- Zuzwil
- Zweisimmen

- Zwieselberg

Bern · 
Genève · 
Glarus · 
Graubünden · 
Schaffhausen